# Schleuderbrett

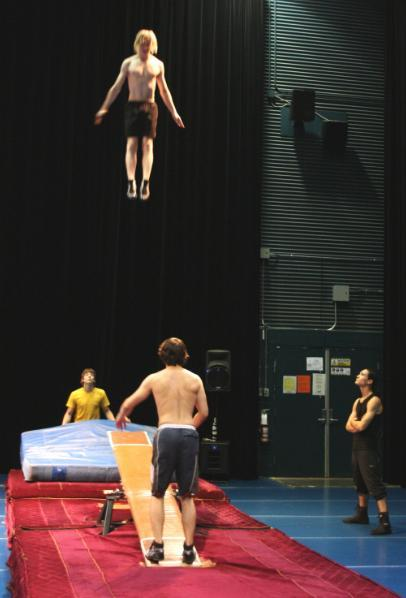
Schleuderbrettartisten in Montreal

Das Schleuderbrett, auch Teeterboard oder Koreanisches Schleuderbrett genannt, ist eine artistische Wippe. Artisten verwenden diese Konstruktion, um Personen in die Höhe zu schleudern. Die Beschleunigung erfolgt durch das Springen von ein oder zwei Personen von einem Podest auf das freie Ende des Schleuderbrettes. Es wird sowohl für das einmalige Schleudern und anschließende Landen auf einer Matte oder einem anderen artistischen Turngerät als auch für wiederholtes, wechselseitiges Schleudern mit Landung auf dem Brett verwendet.
Das Schleuderbrett besteht aus einem relativ elastischen, zirka drei bis vier Meter langen Brett. Für starke Schleuderbretter wird Eichenholz verwendet. Der Drehpunkt befindet sich in der Mitte des Brettes in einer Höhe von 50 bis 100 cm. Flachere Schleuderbretter werden vorrangig für wiederholtes wechselseitiges Schleudern verwendet, höhere vorrangig für einmaliges, besonders hohes Schleudern. An beiden Enden der Wippe befindet sich eine quadratische, gepolsterte Standfläche. Der Artist steht somit auf einer geneigten Fläche.